# برادر خوبم دودو
برادر خوبم دودو که نام اصلی آن قلب اژدها است، فیلمی هنگ کنگی در سبک اکشن، رزمی و مهیج به کارگردانی سامو هونگ است که در سال ۱۹۸۵ منتشر شد. داستان فیلم در مورد پلیسی به نام تد (جکی چان) است که مسئولیت نگهداری از برادر عقب‌افتاده‌اش دودو را بر عهده دارد. این فیلم به فارسی دوبله و از صدا و سیمای ایران پخش شده است.